# Gladys Porter Zoo
Koordinaten: 25° 54′ 48,2″ N, 97° 29′ 43,4″ W
Der Gladys Porter Zoo befindet sich in der Stadt Brownsville, im Cameron County des US-Bundesstaats Texas. Der Abstand zur Grenze zu Mexiko im Süden beträgt nur knapp zwei Kilometer. Der Zoo ist Mitglied der Association of Zoos and Aquariums (AZA).

## Geschichte
Gladys Porter, die Tochter von Earl C. Sams, dem ehemaligen Präsidenten des Einzelhandelsunternehmens J. C. Penney und Gründer der Earl C. Sams Foundation lernte 1960 bei einem Besuch in Afrika die dortige Tierwelt kennen. Nach ihrer Rückkehr begann sie mit der Planung für einen Zoo im Rio Grande Valley, der das Hauptprojekt der Earl C. Sams Foundation wurde. Am 3. September 1971 eröffnete der nach der Initiatorin 
Gladys Porter Zoo genannte Tierpark und wurde von der Earl C. Sams Foundation an die City of Brownsville übergeben.

## Tierbestand und Anlagenkonzept

Africa-Anlage

Im Gladys Porter Zoo werden auf einer Fläche von etwa 13 Hektar rund 1600 Tiere in 377 Arten gehalten (Stand 2025). Das gesamte Gelände ist parkartig angelegt und mit vielen exotischen Pflanzen versehen. Die Tiere sind in fünf Bereiche aufgeteilt, die im Wesentlichen nach geografischen oder taxonomischen Gesichtspunkten eingeteilt wurden. Der größte, Africa genannte Bereich ist mit weiträumigen Freianlagen für Giraffen-, Antilopen- und Gazellenarten ausgestaltet. Außerdem gibt es Anlagen für Löwen, Breitmaulnashörner, Zebras und Westliche Flachlandgorillas. Die Sektion Indo-Australia zeigt u. a. Primaten, Kängurus und Leistenkrokodile. In den Anlagen von Tropical America sind weitere Primatenarten, Galapagos-Riesenschildkröten und Greifvögel zu sehen. Eine begehbare Freiflughalle ist ebenfalls vorhanden. South Texas bildet eine Abteilung, die der lokalen Tierwelt sowie einem Schmetterlingsgarten gewidmet ist. Dort befindet sich außerdem ein Kinderspielplatz. Der Bereich Other Exhibits enthält ein Herpetarium, ein Aquatic Ecology Center, Volieren für kleine Vögel, ein Informationszentrum, ein kleines Amphitheater sowie einen Streichelzoo.

## Arterhaltungs-, Zucht- und Schutzprogramme
Der Gladys Porter Zoo beteiligt sich an verschiedenen Naturschutzprojekten, um gefährdete Tierarten zu erhalten, dazu zählen Atlantik-Bastardschildkröte (Lepidochelys kempii), Westlicher Gorilla (Gorilla gorilla) und Philippinen-Krokodil (Crocodylus mindorensis). Außerdem nimmt der Zoo an Artenüberlebensplan-Programmen teil, die von der American Zoo and Aquarium Association ausgewählt wurden. Dabei handelt es sich um Galapagos-Riesenschildkröten (Chelonoidis niger-Artenkomplex), Matschie-Baumkänguru (Dendrolagus matschiei) und mehrere Nashornarten.